# Arnis
Arnis este un orășel din districtul Schleswig-Flensburg, în Schleswig-Holstein, Germania. Face parte a comunității administrative Kappeln-Land. A fost fondat în 1677. Arnis are o populație de 300 locuitori, fiind este cel mai mic oraș din Germania. Totodată, este cel mai mic oraș din Germania și ca suprafață (0,45 km²).

## Imagini

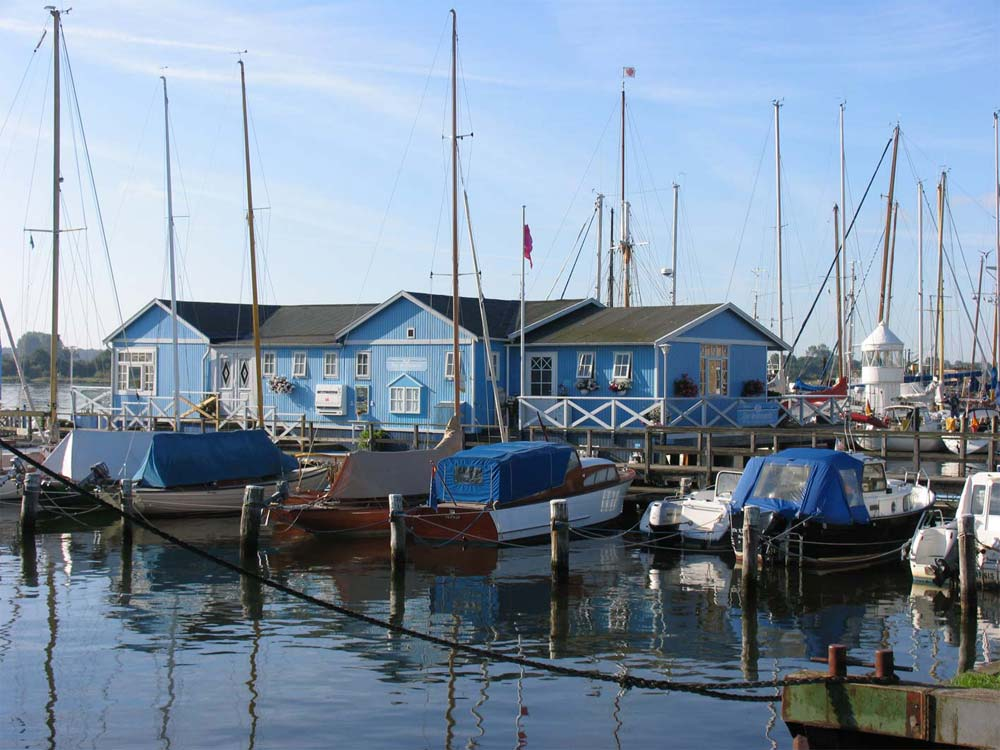
Portul
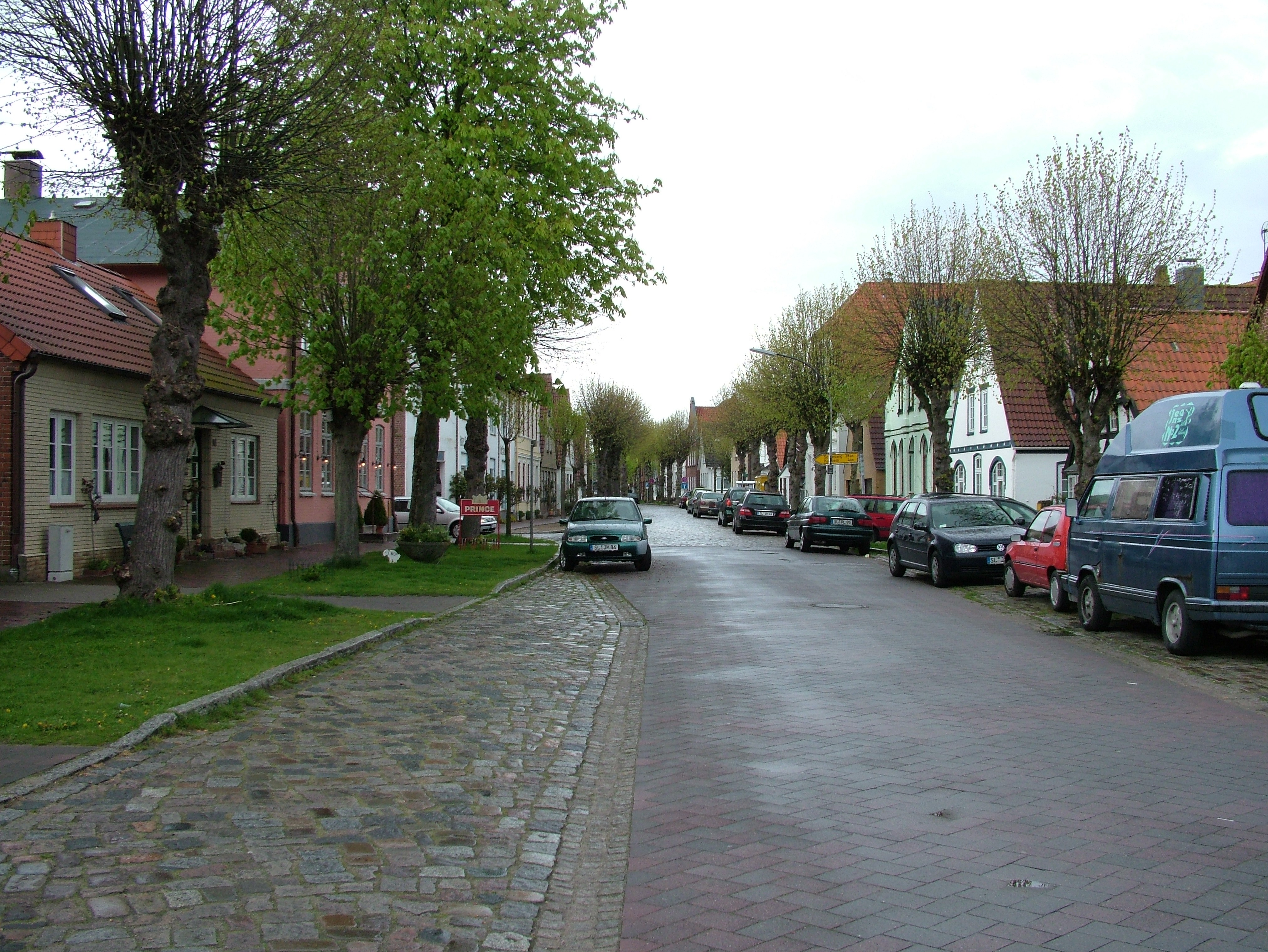
O stradă din oraș
- Vederi cu drona